# Bloc des minorités nationales

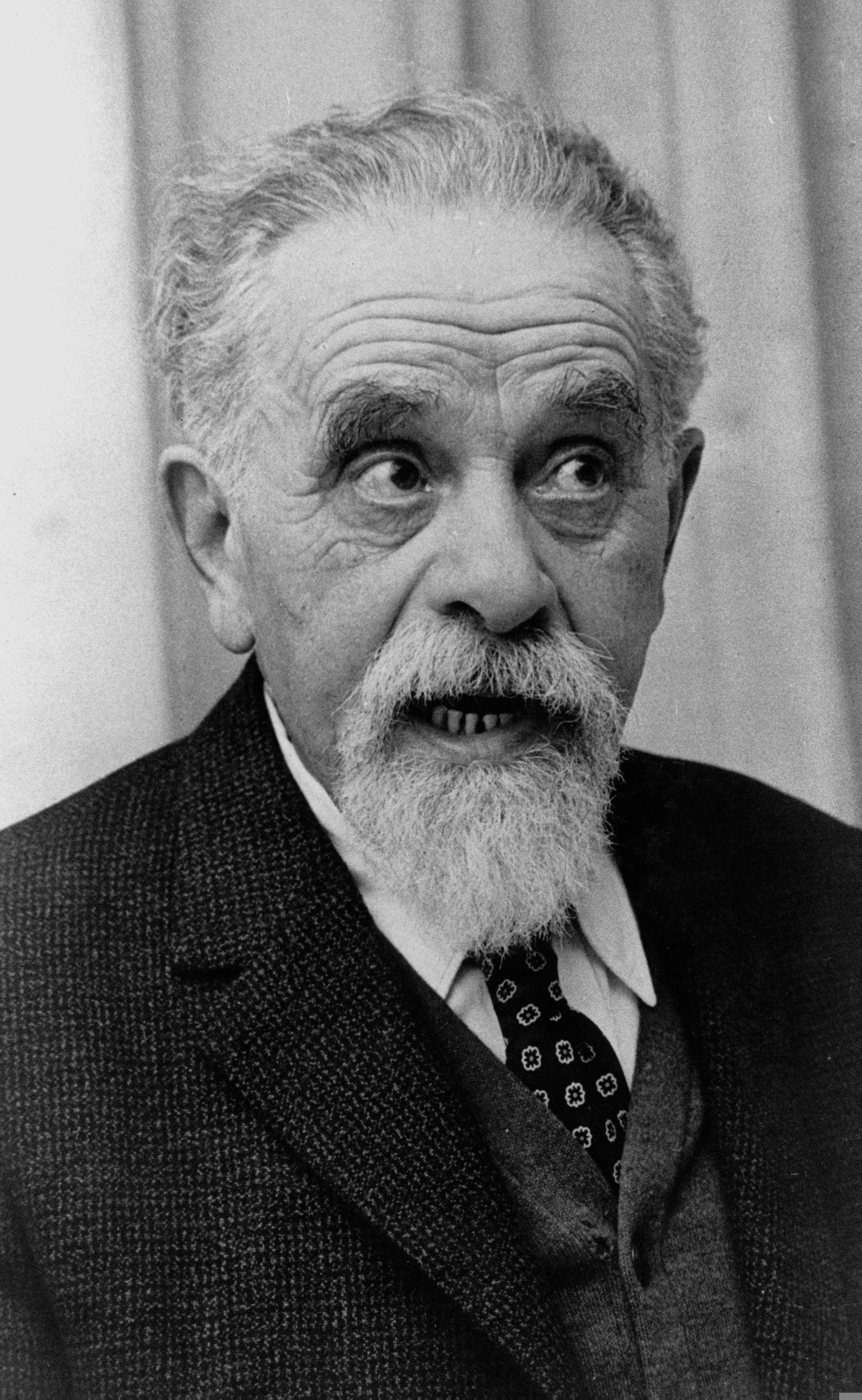
Isaac Grünbaum, fondateur du BMN.

Bloc des minorités nationales (Blok Mniejszości Narodowych ou BMN) est un accord des partis politiques des minorités nationales (ukrainienne, juive, allemande et biélorusse) de la deuxième république de Pologne, conclu le 17 août 1922 afin de mener une campagne conjointe aux élections de 1922 à l'initiative du sioniste Izaak Grünbaum et de l'Allemand Erwin Hasbach.
Le BMN a existé jusqu'aux élections de 1928 et a obtenu des succès électoraux considérables. En 1922, le Bloc a remporté 15,1 % des suffrages et  66 sièges au Sejm, la chambre basse du Parlement polonais, dont 17 pour les députés juifs. Tous les partis juifs, à l'exception de Folkspartei, Bund et Po'alei soutiennent le Bloc.
BMN a été attaqué par les milieux nationalistes, surtout après l'élection de Gabriel Narutowicz à la présidence. La crise de l'alliance a commencé dès 1923, lorsque la majorité des députés juifs ont voté contre la composition du gouvernement de Władysław Sikorski.
En 1928, l'alliance n'a pas été autant soutenu des organisations juives qu'en 1922. Une partie des orthodoxes juifs, du Folkspartei et certains sionistes ont refusé de s'y associer ce qui s'est traduit par une diminution de la représentation juive au parlement. Le Bloc a obtenu 12,6 % des voix et 55 sièges et 21 siège au Sénat.
Les autorités du régime de Sanacja (pl) (1926–1939) la considéraient comme un groupe d'opposition.